# Barranquilla
Barranquilla là thành phố Tây Bắc Colombia, thủ phủ của Atlántico (tỉnh). Thành phố toạ lạc cách cửa Sông Magdalena khoảng 13 km phía thượng lưu. Barranquilla là một trong những trung tâm công nghiệp và cảng chính của Columbia. Các tàu biển nhỏ có thế cập cảng Barranquilla, còn tàu lớn hơn cập cảng Puerto Colombia gần đó. Thành phố được kết nối vào hệ thống đường sắt với Ciénaga. Các ngành sản xuất của thành phố có: hoá chất, xi măng, dệt và thiết bị đóng gói chuối. Đây là thành phố lớn nhất và đông dân nhất trên bờ biển Caribbean, năm 2019 có dân số 2.206.319, khiến nó trở thành thành phố đông dân thứ tư ở Colombia sau Bogotá, Medellín và Cali.

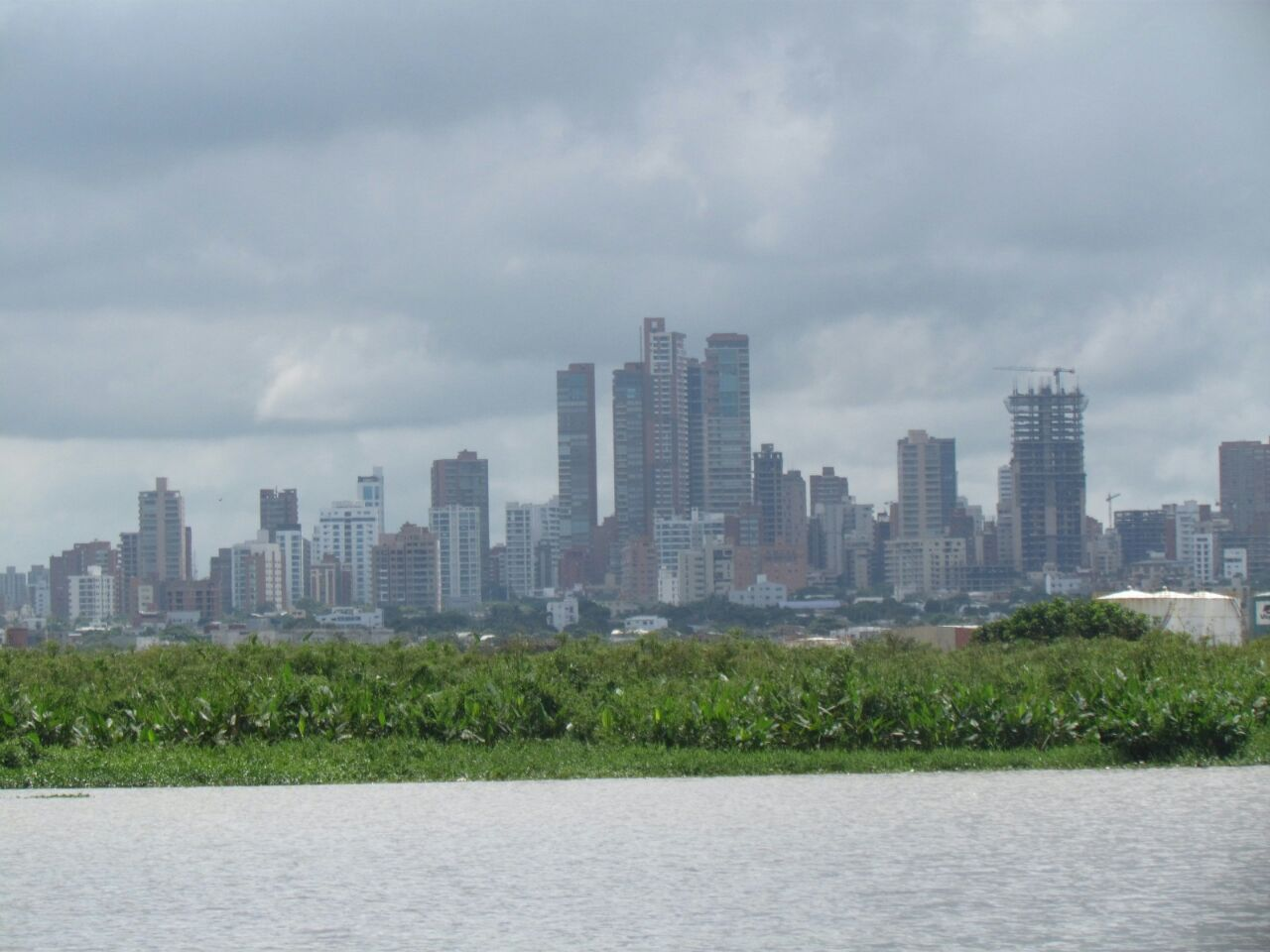
Quang cảnh thành phố Barranquilla từ dòng sông

Barranquilla được thành lập hợp pháp như một thị trấn vào ngày 7 tháng 4 năm 1813, mặc dù nó có từ ít nhất 1629. Nó phát triển thành một cảng quan trọng, phục vụ như một thiên đường cho những người nhập cư từ châu Âu, đặc biệt là trong và ngay sau Thế chiến I và Thế chiến II, khi làn sóng người nhập cư bổ sung từ Trung Đông và châu Á đến. Barranquilla trở thành cảng chính của Colombia, và với mức độ công nghiệp hóa và hiện đại của nó đã mang lại cho thành phố biệt danh "Cổng vàng của Colombia" (tiếng Tây Ban Nha: La Puerta de Oro de Colombia). Vào những năm 1940, Barranquilla là thành phố lớn thứ hai ở Colombia và là một trong những thành phố hiện đại nhất ở vùng biển Caribbean và Nam Mỹ.

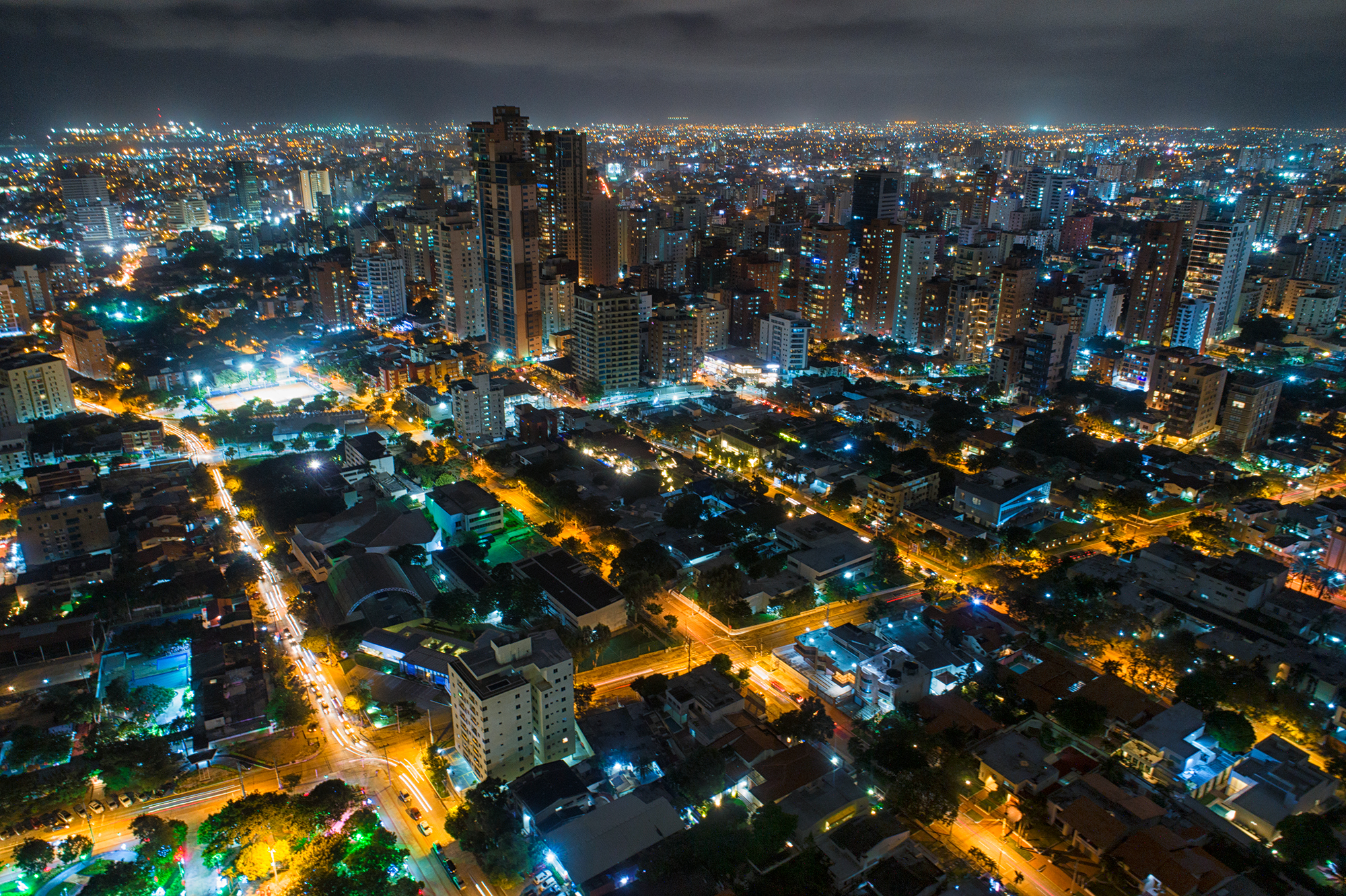
Quang cảnh thành phố Barranquilla từ trên không vào ban đêm

## Khí hậu
| Tháng                                                              | 1           | 2           | 3            | 4            | 5            | 6            | 7            | 8            | 9            | 10           | 11           | 12          | Năm           |
| ------------------------------------------------------------------ | ----------- | ----------- | ------------ | ------------ | ------------ | ------------ | ------------ | ------------ | ------------ | ------------ | ------------ | ----------- | ------------- |
| Cao kỉ lục °C (°F)                                                 | 35.8 (96.4) | 37.6 (99.7) | 37.8 (100.0) | 38.4 (101.1) | 39.0 (102.2) | 39.0 (102.2) | 39.2 (102.6) | 39.0 (102.2) | 38.0 (100.4) | 37.7 (99.9)  | 38.4 (101.1) | 37.2 (99.0) | 39.2 (102.6)  |
| Trung bình ngày tối đa °C (°F)                                     | 31.4 (88.5) | 31.7 (89.1) | 32.2 (90.0)  | 32.9 (91.2)  | 33.3 (91.9)  | 33.1 (91.6)  | 32.8 (91.0)  | 33.1 (91.6)  | 32.6 (90.7)  | 32.2 (90.0)  | 32.1 (89.8)  | 31.6 (88.9) | 32.4 (90.3)   |
| Trung bình ngày °C (°F)                                            | 26.6 (79.9) | 26.7 (80.1) | 27.1 (80.8)  | 27.5 (81.5)  | 28.1 (82.6)  | 28.2 (82.8)  | 28.0 (82.4)  | 27.9 (82.2)  | 27.6 (81.7)  | 27.2 (81.0)  | 27.4 (81.3)  | 26.9 (80.4) | 27.4 (81.3)   |
| Tối thiểu trung bình ngày °C (°F)                                  | 23.4 (74.1) | 23.7 (74.7) | 24.1 (75.4)  | 24.6 (76.3)  | 24.8 (76.6)  | 24.8 (76.6)  | 24.6 (76.3)  | 24.5 (76.1)  | 24.2 (75.6)  | 23.9 (75.0)  | 24.1 (75.4)  | 23.8 (74.8) | 24.2 (75.6)   |
| Thấp kỉ lục °C (°F)                                                | 18.0 (64.4) | 20.6 (69.1) | 19.4 (66.9)  | 20.5 (68.9)  | 20.6 (69.1)  | 20.8 (69.4)  | 19.4 (66.9)  | 21.0 (69.8)  | 20.4 (68.7)  | 20.8 (69.4)  | 19.8 (67.6)  | 20.4 (68.7) | 18.0 (64.4)   |
| Lượng Giáng thủy trung bình mm (inches)                            | 6.0 (0.24)  | 0.3 (0.01)  | 1.4 (0.06)   | 25.4 (1.00)  | 115.0 (4.53) | 79.8 (3.14)  | 73.8 (2.91)  | 110.0 (4.33) | 150.3 (5.92) | 162.6 (6.40) | 68.9 (2.71)  | 20.9 (0.82) | 814.4 (32.06) |
| Số ngày giáng thủy trung bình                                      | 1           | 1           | 1            | 3            | 8            | 9            | 6            | 9            | 12           | 15           | 8            | 2           | 75            |
| Độ ẩm tương đối trung bình (%)                                     | 78          | 77          | 77           | 78           | 80           | 80           | 80           | 81           | 82           | 84           | 82           | 79          | 80            |
| Số giờ nắng trung bình tháng                                       | 282.0       | 245.9       | 240.7        | 204.6        | 183.5        | 194.2        | 213.3        | 203.8        | 164.4        | 165.6        | 189.9        | 255.0       | 2.542,9       |
| Nguồn: Instituto de Hidrologia Meteorologia y Estudios Ambientales |             |             |              |              |              |              |              |              |              |              |              |             |               |